# Carige flavidaria
Carige flavidaria là một loài bướm đêm trong họ Geometridae.